# Апостол Данило Петрович
Апостол Данило Петрович (1727 — ?) — генеральний хорунжий в 1762—1769 роках за правління гетьмана Кирила Розумовського та Другої Малоросійської колегії під час Глухівського періоду в історії України, полковник, онук гетьмана Данила Апостола.

## Походження та навчання
Син лубенського полковника Петра Даниловича Апостола (? — 1758), який проживав з 1726 року у Санкт-Петербурзі, як заложник свого батька. Батько, що повернувся в Україну лише влітку 1730 року, дав йому блискучу освіту. Його дід — Данило Апостол (1654—1734) був гетьманом.

## Державна служба
8 березня 1762 р. був призначений Генеральним хорунжим в уряді гетьмана Кирила Розумовського. 10 листопада 1764 року його перепризначають до складу Другої Малоросійської колегії під час Глухівського періоду в історії України.
На цій посаді підписав проект нового «Уложення» від малоросійського шляхетства.

## Родина

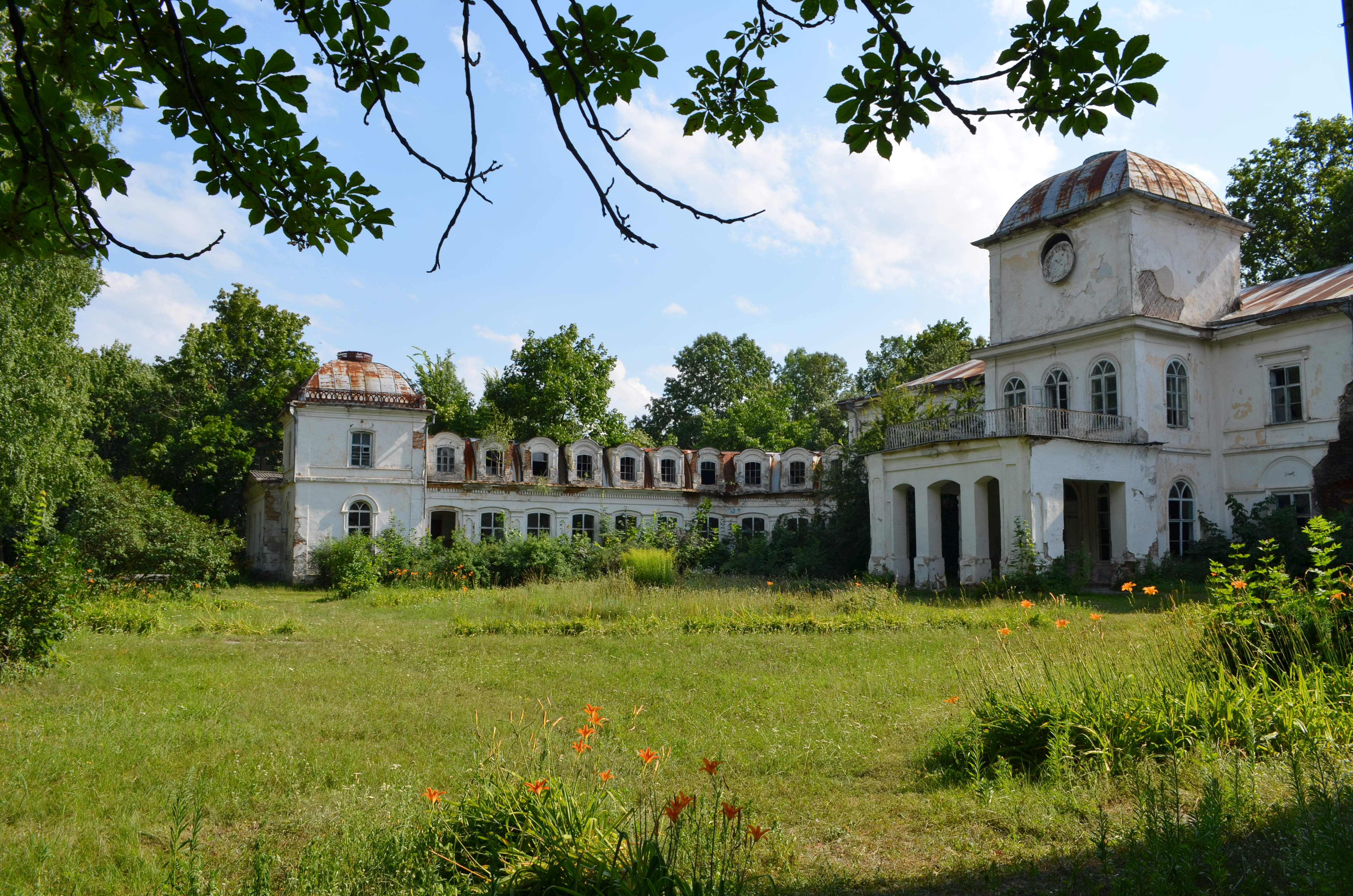
Палац Апостолів у с. Хомутець на Полтавщині

Від 1761 року дружиною (напевно, другою) Данила Апостола була племінниця гетьмана Кирила Розумовського Марина Власівна Будлянська.
Від батька отримав у володіння містечко Хомутець (нині село Миргородського району Полтавської області). Д. Апостол побудував великий родинний двоповерховий палац. Він теж був великим прихильником садівництва.
У подружжя народилися донька Марія та син Михайло (? — 20.8.1816). Після його смерті рід Апостолів по чоловічій лінії вигас. Прізвище Апостол носили надалі нащадки сестри Данила Петровича, Олени Петрівни, російські дворяни Муравйови уже як Муравйови-Апостоли.